# Зыков, Александр Кондратьевич
Александр Кондратьевич Зыков (1672 — 9 июля 1749) — участник Северной войны, Выборгский обер-комендант, генерал-лейтенант.

## Биография
Зыков происходил из старинного дворянского рода и родился в 1672 году. Начав службу в 1695 году стольником, он в следующем году принял участие в Азовском походе Петра I в чине есаула и с того времени находился на военной службе, совмещая новые офицерские чины со старым званием стольника: в 1700 году он был произведён в поручики, в 1706 году — капитаны, в марте 1708 году — секунд-майоры, в июне 1709 года — в премьер-майоры, 12 мая 1710 года — подполковники.
Зыков принимал активное участие в Северной войне 1700—1721 годов: участвовал во взятии Нотебурга в 1702 года, Копорья в 1703 году, Нарвы в 1704 году, в Полтавской битве 1709 года, в осаде и взятии Риги в 1709—1710 годах, в сражении у мыса Гангут 1714 года. Он принимал участие также в Прутском походе 1711 года. В 1714 году командовал Шлиссельбургским пехотным полком.
7 марта 1722 года Зыков был произведён в полковники и назначен командиром гренадерского своего имени полка, командуя которым, участвовал в Персидском походе 1722—1723 годов. Полковником, командиром полка своего имени он значился и в поданном 22 декабря 1726 года Императрице Екатерине I Военной коллегией расписании генералитета и штаб-офицеров русской армии.
Продолжая военную службу, в 1734 году Зыков принял участие в походе русских войск в Польшу, а затем в Русско-турецкой войне 1735—1739 годов.
14 февраля 1736 года Зыков вступил в должность Выборгского обер-коменданта и правителя Выборгской провинции и год спустя по докладу Военной коллегии был утверждён в занимаемой должности, получив 15 января 1737 года чин генерал-майора (минуя чин бригадира). 21 мая 1739 года Зыков был освобождён от должности коменданта с повелением явиться в Санкт-Петербург, а его преемником назначен генерал-лейтенант Альберт Деколонг.
Вопрос о дальнейшей судьбе пожилого генерала был представлен Кабинетом министров на усмотрение Императрицы Анны Иоанновны, но вице-канцлер граф А. И. Остерман при этом отметил "о ген.-майоре Зыкове доложить Ея И. В-ву, а, мнится, что отпустить его можно". Соответственно мнению Остермана Анна Иоанновна уволила Зыкова "от воинской и статской службы" с награждением чином генерал-лейтенанта.
Последние годы жизни генерал Зыков провёл в Москве, где и скончался в возрасте 77 лет 9 июля 1749 года. Похоронен вместе с супругой Евфросинией Васильевной, урождённой Мамоновой (скончалась 5 апреля 1752 года) в церкви Спаса Преображения на Песках. Сын Зыкова Василий в 1739 году, когда отец вышел в отставку, был ещё подростком: "15 лет, обучается в артиллерийской школе арифметике и прочим наукам".